# Percy Williams Bridgman
Percy Williams Bridgman (n. 21 aprilie 1882, Cambridge, Massachusetts, SUA – d. 20 august 1961, Randolph⁠(d), New Hampshire, SUA) a fost un fizician american, laureat în 1946 al Premiului Nobel pentru Fizică pentru contribuțiile sale aduse fizicii presiunilor înalte.

## Biografie
Bridgman sa născut în Cambridge, Statele Unite ale Americii. A intrat la Universitatea Harvard în 1900, a studiat fizica acolo, iar din 1910 a predat la Harvard, din 1919 ca profesor. În 1905, a început să studieze anumite fenomene la presiuni mari. Din cauza ruperii instalației, a trebuit să o schimbe, ca urmare a căruia a inventat o nouă unitate, care a permis obținerea de presiuni de până la 100 mii atmosfere (10 GPa). Astfel de presiuni au devenit o realizare extraordinară în comparație cu cele obținute anterior - 3000 atmosfere (0,3 GPa). Numele lui este, de asemenea, cunoscut în legătură cu garnitura Bridgman și ecuațiile termodinamice Bridgman.
Cu ajutorul unei noi instalări, s-au cercetat multe fenomene noi, inclusiv efectul presiunii asupra rezistenței electrice, precum și comportamentul lichidelor și solidelor la presiuni ridicate.
Bridgman este cunoscut și pentru studiile sale privind conductivitatea electrică a metalelor și proprietățile cristalelor. În plus, el a scris cărți despre filozofia științei moderne, a apărat conceptul de operaționism. El a fost, de asemenea, unul dintre cei 11 semnatari ai manifestării Russell-Einstein.
După ce a fost diagnosticat cu cancer cu metastaze, Bridgeman sa sinucis prin împușcare cu o pușcă de vânătoare. El a scris într-o notă de sinucidere: «Societatea nu ar trebui să forțeze o persoană să o facă cu propriile mâini. Aceasta este probabil ultima zi când încă mă pot face eu». Ulterior, această frază a fost adesea citată în dezbaterea despre eutanasie.